# Dos anys i vuit dies
Dos anys i vuit dies o 2 anys d'amor (originalment en anglès, 2 Years of Love) és una pel·lícula de comèdia romàntica i dramàtica estatunidenca del 2017, dirigida per Thadd Turner. Produïda per Talmarc Productions, està escrita per Lenny Mesi a partir d'una història de la mateixa Mesi i de Nicole Rayburn. Entre el repartiment, compta amb els intèrprets Sarah Minnich, Kayla Ewell, Ryan Merriman, Catharine Pilafas i Catherine Haun, entre d'altres. El 10 d'abril de 2022 es va estrenar el doblatge en català oriental a TV3 amb el títol de Dos anys i vuit dies; i el 4 de setembre de 2022 en valencià a À Punt sota el nom 2 anys d'amor.

## Sinopsi
La Samantha i en John formen un jove matrimoni que està passant uns mals moments. La Samantha és doctora en psicologia i presenta un conegut programa de ràdio en què justament dona consells a parelles en crisi. El seu rellotge biològic l'avisa que li ha arribat el moment de ser mare, però ha de convèncer el seu marit. Per la seva banda, en John és actor i es troba estancat professionalment, de manera que ser pare no entra en els seus plans i busca la manera d'evitar parlar de la qüestió amb la Samantha.

## Repartiment
| - Sarah Minnich - Kayla Ewell - Ryan Merriman - Catharine Pilafas - Catherine Haun - Amy Baklini | - Chris Ranney - Thadd Turner - Merritt C. Glover - Chris Bylsma - Kim Trujillo - Diana Gaitirira | - Darcel Danielle - Johnnie Hector - Kiko Sanchez - Donovan Fulkerson - Shawn Boyd - Alaina Warren Zachary | - Fernando Urquides - Jeorganna Fion Simoes - Mischa Marie Therese DeWalt - Justice Aragones |